# Fred: The Show
Fred: The Show is een komedieserie van Nickelodeon. De show volgt Lucas Cruikshank als Fred. De preview kwam op Nickelodeon na de speciale iCarly-aflevering op 16 januari 2012. De serie ging op 20 februari 2012 in première. De show volgt Fred en zijn leven eromheen; alles wat hij meemaakt is spannend.

## Rolverdeling
- Lucas Cruikshank als Fred Figglehorn
- Daniella Monet als Bertha
- Jake Weary als Kevin
- Siobhan Fallon als Hilda Figglehorn

## Personages

### Hoofdpersonages
- Frederick Fred Figglehorn (Lucas Cruikshank): Dit is het hoofdpersonage van de show, zijn personage is hyperactief en onpopulair. Hij wordt getreiterd door Kevin; in twee afleveringen blijkt dat hij verliefd is op Holly.
- Bertha (Daniella Monet): Student, en de beste vriend van Fred. Ze staat bekend om haar sarcastische opmerkingen.
- Kevin (Jake Weary): Is de rivaal van Fred, ook al waren ze vroeger beste vrienden. Vaak treitert hij mensen en zegt negatieve dingen. Zijn beste vriend is Diesel.
- Hilda Figglehorn (Siobhan Fallon): De moeder van Fred. Ze houdt veel van Fred, maar soms kan ze heel erg gek doen.

### Nevenpersonages
- Starr (Rachel Crow): Goede vriendin van Fred, en is een heel goede zangeres. Ze staat voor haar vrienden klaar. Ze speelt mee in 4 afleveringen.
- Diesel (Carlos Knight): Beste vriend van Kevin, ook al waarschuwt hij Fred altijd voor hem.

Holly (Grace Dzienny)Ze wordt vaak gezien als een van de slechte meisjes van de school, Ze is heel populair en draagt vaak donkere kleren.
- Eloise (Tessa Netting): Klasgenoot van Fred. Ze is aardig, maar raakt snel in paniek. Ze wordt in 2 afleveringen gezien.
- Kevins moeder (Stephanie Courtney): De moeder van Kevin, wordt gezien als een gezellige en vrolijke moeder. Ze wil het beste voor haar zoon Kevin, En dat hij bevriend wordt met Fred. Ook is Freds moeder jaloers op haar.

### Overige rollen
- Pat Crawford Brown als Mr. Haberstan
- Ryan Potter als Freds beste vriend.
- Tom Yi als Mr. May
- Kimmy Gatewood als Mvr. Kovack

## Afleveringen
| Seizoen | Afleveringen | Uitgezonden      | Uitgezonden     |
| Seizoen | Afleveringen | Seizoenspremiere | Seizoensfinale  |
| ------- | ------------ | ---------------- | --------------- |
| 1       | 21           | 16 januari 2012  | nog niet bekend |